# Reginald VelJohnson
Reginald VelJonson (ur. 16 sierpnia 1952 w Nowym Jorku) – amerykański aktor filmowy i telewizyjny.
W pamięci polskich widzów pozostaje przede wszystkim jego rola w filmach Szklana pułapka (1988) i Szklana pułapka 2 (1990), gdzie zagrał sympatycznego policjanta Ala Powella. W USA zdobył także dużą popularność dzięki głównej roli w, nieemitowanym w Polsce, serialu komediowym Family Matters (1989–1998). W filmach kreuje zwykle postacie drugoplanowe, często policjantów. Ma na swoim koncie wiele gościnnych występów w serialach telewizyjnych.

## Wybrana filmografia
- Wilkołaki (1981) jako stróż w kostnicy
- Pogromcy duchów (1984) jako strażnik więzienia Reggie vel Johnson
- Remo: Nieuzbrojony i niebezpieczny (1985) jako kierowca karetki
- Krokodyl Dundee (1986) jako Gus
- Magiczne pałeczki (1987) jako Licorice
- Szklana pułapka (1988) jako Al Powell
- Turner i Hooch (1989) jako David Sutton
- Szklana pułapka 2 (1990) jako Al Powell
- Posse - Opowieść o Jesse Lee (1993) jako Preston
- Magiczne buty (2002) jako pan Boyd
- Moda na sukces (2010) jako Ed
- Ja w kapeli (2010–teraz) jako Cornelius Strickland